# Гейдж, Уильям, 2-й виконт Гейдж
Уильям Холл Гейдж, 2-й виконт Гейдж (англ. William Hall Gage, 2nd Viscount Gage; 6 января 1718 — 11 октября 1791) — британский политик и пэр.

## Биография

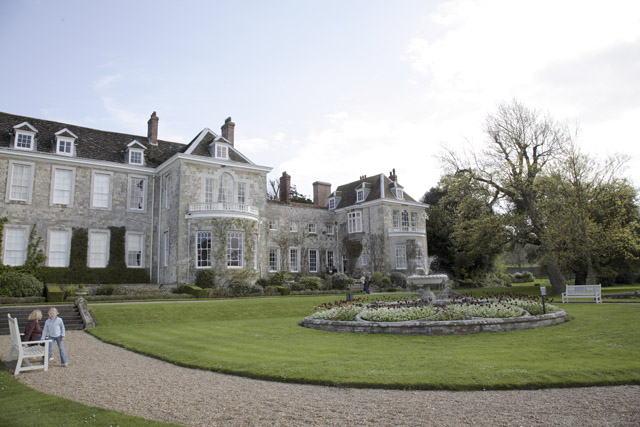
Фирли-Плейс, резиденция виконтов Гейджа

Родился 6 января 1718 года. Старший сын Томаса Гейджа, 1-го виконта Гейджа (ок. 1695—1754), и его жены Бенедикты Мэри Терезы Холл (? — 1749). Он был крещен 31 января 1718 года в Вестминстере Сент-Джеймс, Миддлсекс. Он получил образование в Вестминстерской школе.
Уильям Гейдж заседал в Палате общин Великобритании от округа Сифорд в Сассексе (1744—1747, 1754—1780).
21 декабря 1754 года после смерти своего отца Уильям Гейдж унаследовал титулы 2-го виконта Гейджа из Касл-Айленда в графстве Керри (Пэрство Ирландии), 2-го барона Гейджа из Каслбара в графстве Мейо (Пэрство Ирландии) и 9-го баронета Гейджа из Фирли в графстве Сассекс (Баронетство Англии).
Уильям Гейдж занимал пост казначея пенсий в 1755—1763, 1765—1782 годах.
17 октября 1780 года Уильям Гейдж получил титул барона Гейджа из Фирли в графстве Сассекс (Пэрство Великобритании). Поскольку у него не было наследников мужского пола, он был снова пожалован дворянским титулом барона Гейджа из Хай-Медоу в пэрстве Великобритании 1 ноября 1790 года, но на этот раз с правом наследования для его племянника.

## Семья
3 февраля 1757 года он женился на Элизабет Гидеон (? — 1 июля 1783), дочери сэра Самсона Гидеона , от брака с которой у него не было детей. Супруги жили в Фирли-Плейс в Фирли, Сассекс.
Гейдж скончался бездетным 11 октября 1791 года, и ему наследовал Генри Гейдж, 3-й виконт Гейдж, старший сын его брата Томаса.